# قالی سخنگو
قالی سخن‌گو یک فیلمِ مستندِ کوتاهِ شاعرانه از بهرام بیضایی است که سالِ ۱۳۸۵ در ایران ساخته شد. «قالی سخن‌گو» خود بخشِ سوّم است از فیلمِ فرش ایرانی که حاصلِ همکاریِ پانزده فیلم‌ساز است.

## ساخت
قالی سخنگو به سفارشِ مرکزِ ملّیِ فرشِ ایران ساخته شد. فیلمبرداری در موزهٔ فرشِ ایران، کاخِ سعدآباد و استودیو فرهنگ سرگرفت.

### برخوانی
روی تصویر فرش‌ها و بافنده ابیاتی از شاهنامهٔ فردوسی با آوای مژده شمسایی می‌شنویم.

## نمایش
جز جشنوارهٔ فیلمِ فجرِ ۱۳۸۵ و شبکهٔ نمایشِ خانگی، این فیلم به مناسبت‌های گوناگونی در ایران یا خارج از ایران به نمایش درآمده است؛ از جمله در بزرگداشتِ فردوسی در اردیبهشتِ ۱۳۸۷ و نشست‌های تخصّصیِ گوناگون.

### اخبارِ جنبی
در پخشِ شبکهٔ نمایشِ خانگیِ فیلمِ فرش ایرانی نامِ بیضایی از فهرستِ پانزده سازندهٔ این فیلم حذف شد.